# Mary Field Garner
Mary Field Garner (ur. 1 lutego 1836, zm. 20 lipca 1943) – brytyjska emigrantka do Stanów Zjednoczonych, jedna z postaci wczesnej historii Kościoła Jezusa Chrystusa Świętych w Dniach Ostatnich. Świadek oraz uczestniczka historii macierzystej wspólnoty, w tym migracji świętych w dniach ostatnich do Utah. Pozostawiła po sobie wspomnienia, zapisała się też w mormońskiej pamięci zbiorowej. W chwili śmierci była ostatnią osobą, która osobiście znała Josepha Smitha.

## Życiorys
Urodziła się w Stanley 1 lutego 1836 w brytyjskim Herefordshire, w wielodzietnej rodzinie. Liczba jej braci i sióstr nie wynika jednak ze źródeł w sposób jednoznaczny. Według niektórych była jednym z sześciorga dzieci. Inne z kolei mówią o siedmiorgu. Inne jeszcze twierdzą, że jej rodzice doczekali się ośmiorga dzieci, z których dwie córki zmarły już na kontynencie amerykańskim. Jeśli właśnie ta ostatnia wersja jest prawdziwa, to prawdopodobnie wyjaśnia ona występowanie zasygnalizowanych rozbieżności.
Jej rodzice, William Field oraz Mary Harding, szybko zetknęli się z Kościołem Jezusa Chrystusa Świętych w Dniach Ostatnich. Kontakt ten był pokłosiem wczesnych, wytężonych działań misyjnych owej grupy na Wyspach Brytyjskich. Ich nauczycielem był zresztą Wilford Woodruff, w 1839 włączony w skład Kworum Dwunastu Apostołów. Chrzest przyjęli w 1840. Poskutkował on emigracją całej rodziny do Stanów Zjednoczonych w 1841. Podróż trwała siedem tygodni, statek przewożący rodzinę zboczył bowiem z kursu. Mary podczas przeprawy przez Atlantyk zmagała się z chorobą morską. Fieldowie znaleźli się w jednej z pierwszych grup migrujących brytyjskich świętych.
Po przybyciu do Ameryki Północnej rodzina osiedliła się w Nauvoo w stanie Illinois. Miasto to było wówczas centrum organizacyjnym mormonizmu. Nie jest do końca jasne, czy byli w stanie kupić tam dom. Część źródeł wskazuje, iż jedynie wynajęli drewniany budynek zbudowany przez Johna Workmana. Dostępne źródła są przy tym zgodne co do ich trudnej sytuacji materialnej. Mary została osierocona przez ojca we wrześniu 1845. Zmniejszyło to i tak już skąpe zasoby pozostające w dyspozycji rodziny. Nierzadko jej jedynym posiłkiem były proste dania przygotowane z mąki kukurydzianej. Pierwotnie Mary wraz z rodziną została wygnana z Nauvoo przez wrogich mormonizmowi okolicznych mieszkańców we wrześniu 1846. Ponieważ jednak nie stać ich było na sfinansowanie podróży na zachód, po jakimś czasie zostali zmuszeni do powrotu do tego miasta jeszcze do niedawna będącego centrum administracyjnym Kościoła.
Ostatecznie Fieldowie opuścili Nauvoo pod koniec 1848, dołączając po pewnym czasie do współwyznawców migrujących na terytorium współczesnego Utah pod przywództwem Brighama Younga. Podczas tej podróży Mary zetknęła się ze rdzennymi Amerykanami, przyciągając uwagę jednego z indiańskich wodzów. Wskazano, iż pozostaje jedną z zaledwie kilkunastu mormońskich kobiet, wobec których podczas migracji na zachód poczyniono w tym kontekście propozycję matrymonialną. Za jej rękę zainteresowany oferował matce Mary kilka kucyków. Chociaż oferta małżeńska złożona została w dobrej wierze, to z jej właśnie powodu pewną część drogi do Utah Mary odbyła w ukryciu, z inicjatywy przestraszonej rodziny. Do celu dotarła ostatecznie w 1852.
Po przybyciu do doliny Wielkiego Jeziora Słonego Mary wraz z rodziną została skierowana do zasiedlenia Slaterville w hrabstwie Weber. Było to częścią szeroko zakrojonej akcji kolonizacyjnej finansowanej i inicjowanej przez najwyższych przywódców kościelnych. W tej miejscowości spotkała ponownie Williama Garnera, poznanego jeszcze w czasie wędrówki na zachód. Poślubiła go 1 listopada 1856. Doczekała się dziesięciorga dzieci. Jej małżonek pracował na roli. Włączył się też w działalność misyjną wspólnoty, jako misjonarz został powołany do służby na Wyspach Brytyjskich w latach 1882–1884. Małżeństwo Garnerów zakończyła śmierć Williama w 1915. Resztę życia Mary spędziła we wdowieństwie. Cieszyła się wyjątkowo dobrym zdrowiem, niemal nigdy nie potrzebowała pomocy lekarza. Nigdy nie musiała używać okularów, aparatu słuchowego, czy też laski. Znana była z bystrego umysłu oraz poczucia humoru. Przez wiele lat posługiwała jako nauczycielka w Stowarzyszeniu Pomocy w okręgu Kościoła w Hooper.
Zmarła 20 lipca 1943. Miejsce jej śmierci nie wynika za źródeł w sposób jednoznaczny. Jedne podają, iż zmarła w Dee Hospital w Ogden, do którego trafiła krótko wcześniej ze złamanym prawym biodrem. Inne z kolei stwierdzają jedynie oględnie, że jej zgon nastąpił w Hooper. Gdy umierała, żyło przeszło 600 jej bezpośrednich potomków. W momencie śmierci była najstarszym mieszkańcem Utah.

## Mary Field Garner a Joseph Smith
Wczesne dzieciństwo spędzone w Nauvoo połączone z niezwykle długim życiem dało Mary Field Garner pewne specyficzne możliwości istotne w społeczności świętych w dniach ostatnich. Jako stupięciolatka uświadomiła sobie mianowicie, że jest ostatnią żyjącą osobą, która widziała i osobiście znała Josepha Smitha, pierwszego mormońskiego przywódcę. Nabrała przy tym głębokiego przekonania, iż w składanych przez siebie świadectwach, krótkich, improwizowanych przemówieniach dotyczących prawdziwości mormońskiej doktryny, musi uwzględnić również i ten czynnik. Już wcześniej zresztą często i chętnie dzieliła się z innymi swoimi doświadczeniami dotyczącymi twórcy swojej macierzystej wspólnoty. Podróżowała jednocześnie w tym właśnie celu nie tylko po Utah, pojawiała się też w innych częściach tak zwanego korytarza mormońskiego. Odczuwała przy tym swoiste poczucie misji, związane z rolą, jaką w mormońskiej kulturze odgrywa Smith. Twórca mormonizmu zajmuje bowiem w życiu pobożnych świętych w dniach ostatnich miejsce szczególne. Porównuje się je do miejsca zajmowanego w życiu praktykujących muzułmanów przez Mahometa. Zauważa się też podobieństwa do miejsca przyznawanego Abrahamowi w judaizmie.
Pierwszego mormońskiego przywódcę Mary Field Garner wspominała jako postać niezwykle charyzmatyczną i obdarzoną ogromnym talentem oratorskim. Uważała go również za mężczyznę o szlachetnym i majestatycznym wyglądzie. Zwracała przy tym uwagę na głębię jego nauk. W jej opisie Smitha wybrzmiewają wątki przewijające się regularnie w relacjach pozostawionych przez jego bliskich współpracowników. Wspominała przy tym głęboki smutek, który ogarnął zamieszkujących Nauvoo świętych w dniach ostatnich po gwałtownej śmierci tak Josepha Smitha, jak i jego starszego brata Hyruma. Przywoływała swoje próby zachowania spokoju w tej trudnej dla młodego Kościoła sytuacji. W jej pamięci zapisał się także widok ciał przywódców sprowadzonych do miasta przez wiernych.
Przekonanie o prawdziwości proroczego posłannictwa Smitha łączyła z przeświadczeniem o zbawczej roli Jezusa Chrystusa. Świadczyła o tym, iż za swe oddanie mormonizmowi Smith zapłacił życiem, a także o tym, że został powołany przez Boga. Zapewniała, że nauczane przezeń zasady były prawdziwe i dobre. Przekonana była także o jego przymiotach przywódczych.

## Świadek szerszej mormońskiej historii
Długowieczność Mary Field Garner z czasem uczyniła z niej istotnego świadka szerszej mormońskiej historii. Wpłynęło na to kilka odrębnych czynników. W Nauvoo stykała się nie tylko ze Smithem, ale również z innymi najwcześniejszymi przywódcami kościelnymi. Była obecna na spotkaniu z 8 sierpnia 1844, które miało pewien wpływ na przebieg procesu sukcesji w najwyższych władzach kościelnych. Podczas tego zgromadzenia głos zabrał Brigham Young. W czasie, w którym przemawiał, miał przyjąć fizyczną postać Josepha Smitha. Zjawisko to, jakkolwiek kontrowersyjne i wyjaśniane na rozmaite sposoby, przewija się regularnie w dziennikach, listach czy wspomnieniach pozostawionych przez jego naocznych świadków. W spisanych znacznie później wspomnieniach Garner zawarła własną relację z tego specyficznego wydarzenia, które stało się integralną częścią mormońskiego folkloru, jak również jednym z elementów legitymizujących władzę Younga.
Field Garner przebywała w Nauvoo także w momencie zniszczenia wybudowanej w tym mieście świątyni mormońskiej w 1848. Naocznym świadkiem tego wydarzenia była przy tym zarówno ona, jak i jej matka. W jej wspomnieniach znaleźć można również wzmianki o wydarzeniach, które współtworzyły legendę mormońskiej migracji do Utah. Wymienia się wśród nich pojawienie się ogromnego stada przepiórek nad obozowiskiem głodujących świętych w dniach ostatnich z 9 października 1846, tak zwany cud przepiórkowy.

## Miejsce w mormońskiej pamięci zbiorowej
Mary Field Garner na trwale zapisała się w pamięci zbiorowej świętych w dniach ostatnich. Biuro oficjalnego historyka wspólnoty nazwało ją ostatnim liściem łączącym współczesny Kościół Jezusa Chrystusa Świętych w Dniach Ostatnich z jego najwcześniejszymi dziejami. Pośród obiektów wchodzących w skład odbudowanej i odnowionej części Nauvoo znajduje się też rekonstrukcja drewnianej chaty, w której, jako kilkuletnie dziecko, mieszkała wraz z rodziną. Na budynku umieszczono wspominającą Garner tablicę pamiątkową.